# Base orgànica

Estructura de la colina, l'hidròxid de la qual és una base orgànica

Una base orgànica és un compost orgànic que actua com a base. Les bases orgàniques, normalment però no sempre, són acceptadores del protó. Normalment contenen àtoms de nitrogen, els quals poden ser fàcilment protonitzats. Les amines i els compostos heterocíclics que contenen nitrogen són bases orgàniques. Els exemples inclouen:
- Piridina
- Metilamina
- Imidazol
- Benzimidazol
- Histidina
- Hidròxids d'alguns cations orgànics

## Factors que afecten l'alcalinitat
Com que totes les bases orgàniques es consideren bases febles, molts factors poden afectar l'alcalinitat d'aquests compostos. Un d'aquests factors és l'efecte inductiu en ell els àtoms electropositius (com els de carboni) enllaçats en proximitat al protó potencialment acceptor tenen un efecte d'alliberament d'electrons. Per això la trimetilamina, que té un grup metil amb efecte inductiu, és una base més potent que l'amoni. En la guanidina, fent-la més estable i ser una base més forta.
Les bases fosfazèniques també contenen fòsfor i són, en general, més alcalines que les amines estàndard i els heterocíclics basats en nitrogen. La protonació té lloc en l'àtom de nitrogen, no pas en el de fòsfor amb el qual el nitrogen comparteix un doble enllaç.

## Donadors d'hidròxid
Algunes bases orgàniques com l'hidròxid de tetrametilamoni, hidròxid de tetrabutilamoni o l'hidròxid de la colina són donadors d'hidròxid més que no pas acceptors de protons com els compostos citats a sobre. Tanmateix no sempre són estables. Per exemple l'hidròxid de colina és metaestable i lentament es descompon per alliberar trimetilamina.